# 川西町 (兵庫県)
川西町（かわにしちょう）は、兵庫県川辺郡にかつてあった町。現在の川西市は1954年に新設合併で誕生したものであり、本町とは異なる自治体である。

## 年表
- 1889年4月1日 - 町村制により、栄根村・加茂村・寺畑村(飛地を除く)・小花村・小戸村・出在家村・滝山村・火打村・萩原村・久代村・久代新田村の区域をもって川西村が発足。
- 1925年10月1日 - 町制施行し、川西町となる。
- 1953年 - 公立高校において総合選抜実施。
- 1954年8月1日 - 多田村・東谷村と合併し川西市になる。